# José Antonio García Calvo
José Antonio García Calvo (Madrid, 1º aprile 1975) è un dirigente sportivo ed ex calciatore spagnolo, di ruolo difensore.

## Palmarès

### Club

#### Competizioni nazionali
- Campionato spagnolo: 1

Real Madrid: 1996-1997

### Nazionale
- Campionato d'Europa Under-21: 1

Romania 1998